# Lucie Mühlsteinová
Lucie Mühlsteinová est une joueuse tchèque de volley-ball née le 15 octobre 1984 à Děčín. Elle mesure 1,78 m et joue au poste de passeuse. Elle totalise 39 sélections en équipe de République tchèque. 

## Clubs
| Club                    | De        | À         |
| ----------------------- | --------- | --------- |
| VK Doprastav Bratislava | 2007-2008 | 2007-2008 |
| AZS Białystok           | 2008-2009 | 2008-2009 |
| Olympiakos Le Pirée     | 2009-2010 | 2009-2010 |
| MKS Dąbrowa Górnicza    | 2010-2011 | 2010-2011 |
| AZS Białystok           | 2011-2012 | 2011-2012 |
| PSPS Chemik Police      | 2012-2013 | 2013-2014 |
| BKS Stal Bielsko-Biała  | 2014-2015 | 2014-2015 |
| Telekom Bakou           | 2015-2016 | 2015-2016 |
| ŁKS Łódź                | 2016-2017 | …         |

## Palmarès

### Équipe nationale
- Ligue européenne
  - Vainqueur : 2012.

### Clubs
- Coupe de Pologne
  - Vainqueur : 2014.
  - Finaliste : 2018.
- Championnat de Pologne
  - Vainqueur : 2014, 2019.
  - Finaliste : 2018.
- Championnat d'Azerbaïdjan
  - Finaliste : 2016.